# De La Fratta

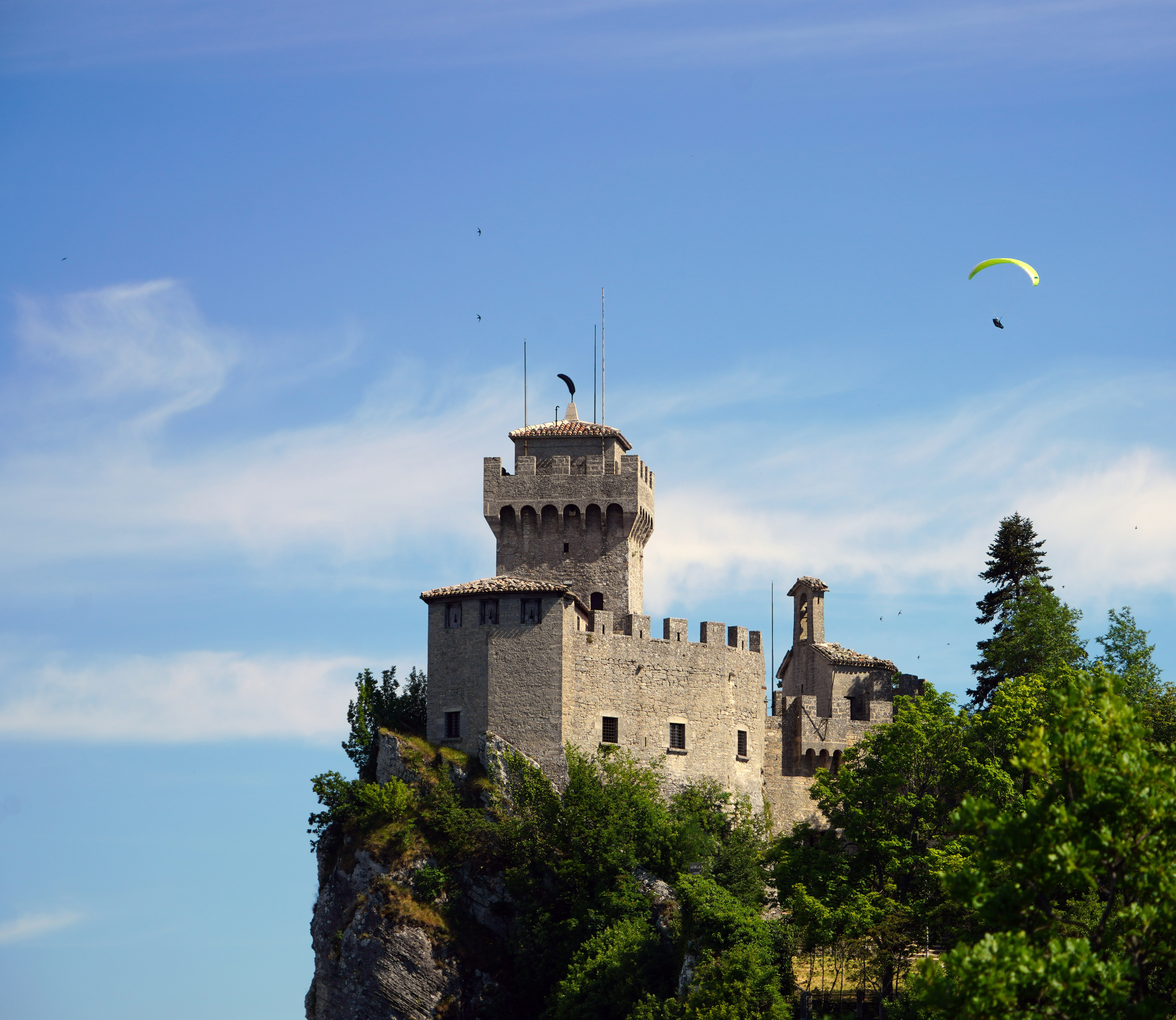
Torre De La Fratta

De La Fratta es uno de los tres picos que dominan la Ciudad de San Marino, capital de San Marino. Los otros dos son Guaita y Montale.